# Лениярви (платформа)
Ления́рви (фин. Leinjärvi) — упразднённый остановочный пункт и бывшая железнодорожная станция на 54,3 км перегона Красный Сокол — Бородинское линии Выборг — Хийтола. Расположен на территории Каменногорского городского поселения Выборгского района Ленинградской области.

## Современное состояние остановочного пункта
После Великой Отечественной войны и передачи территории СССР путевое развитие станции не восстанавливалось. Из-за неправильной транслитерации остановочный пункт получил название, которое официально закрепилось во всех технических документах, в том числе и на топографических картах. Встречался даже вариант Линиярви. Остановочный пункт ликвидирован не позднее 1981 года, после введения в эксплуатацию станции Сысоевская, построенную в одном километре от Лениярви.
В настоящее время (2019 год) сохранился фундамент пассажирского здания. Рядом расположены развалины пристанционных зданий, а также бетонное сооружение неизвестного происхождения.

## История
Станция Leinjärvi была открыта гораздо позже (1 января 1925 года), чем весь участок Антреа — Сортавала. Станция находилась в кривой и имела путевое развитие всего на два пути, так что станция выполняла, в основном, функцию разъезда.

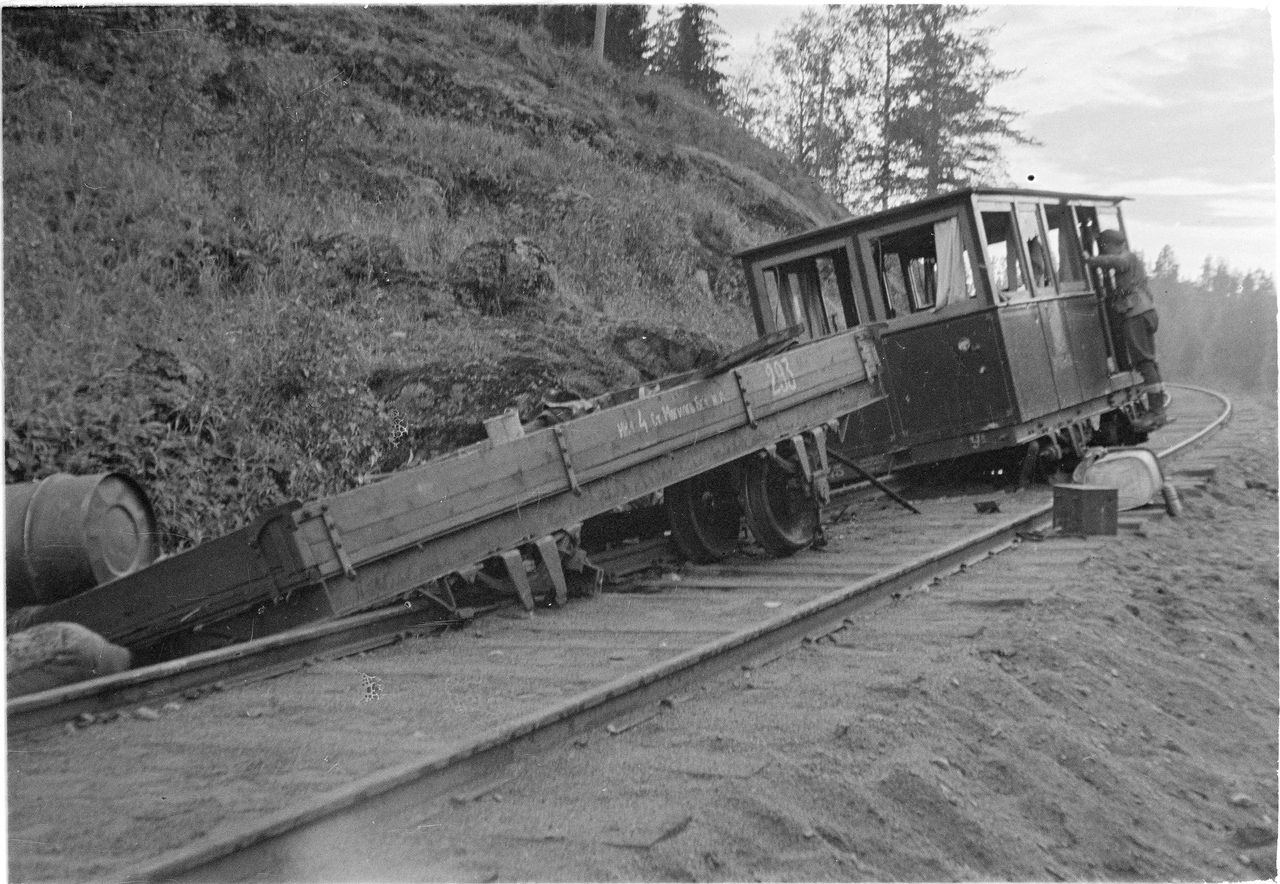
Подбитый советский моторный вагон, 16.08.1941 г.

31 июля 1941 года на Карельском перешейке начала наступление финская Юго-Восточная армия. Станция Leinjärvi тоже оказалась в зоне боевых действий.

5 августа 198-я механизированная и 142-я стрелковая дивизии попытались нанести контрудар, но понесли большие потери и отошли на исходные рубежи. 6 августа финны — видимо, вторая, неуничтоженная половина — продолжили наступление и к исходу 9 августа вышли в район Лахденпохья, Куркиеки и Хийтола к Ладоге.— http://www.redov.ru/voennaja_istorija/leningradskaja_boinja_strashnaja_pravda_o_blokade/p4.php
.

## Галерея

Остановочный пункт Лениярви
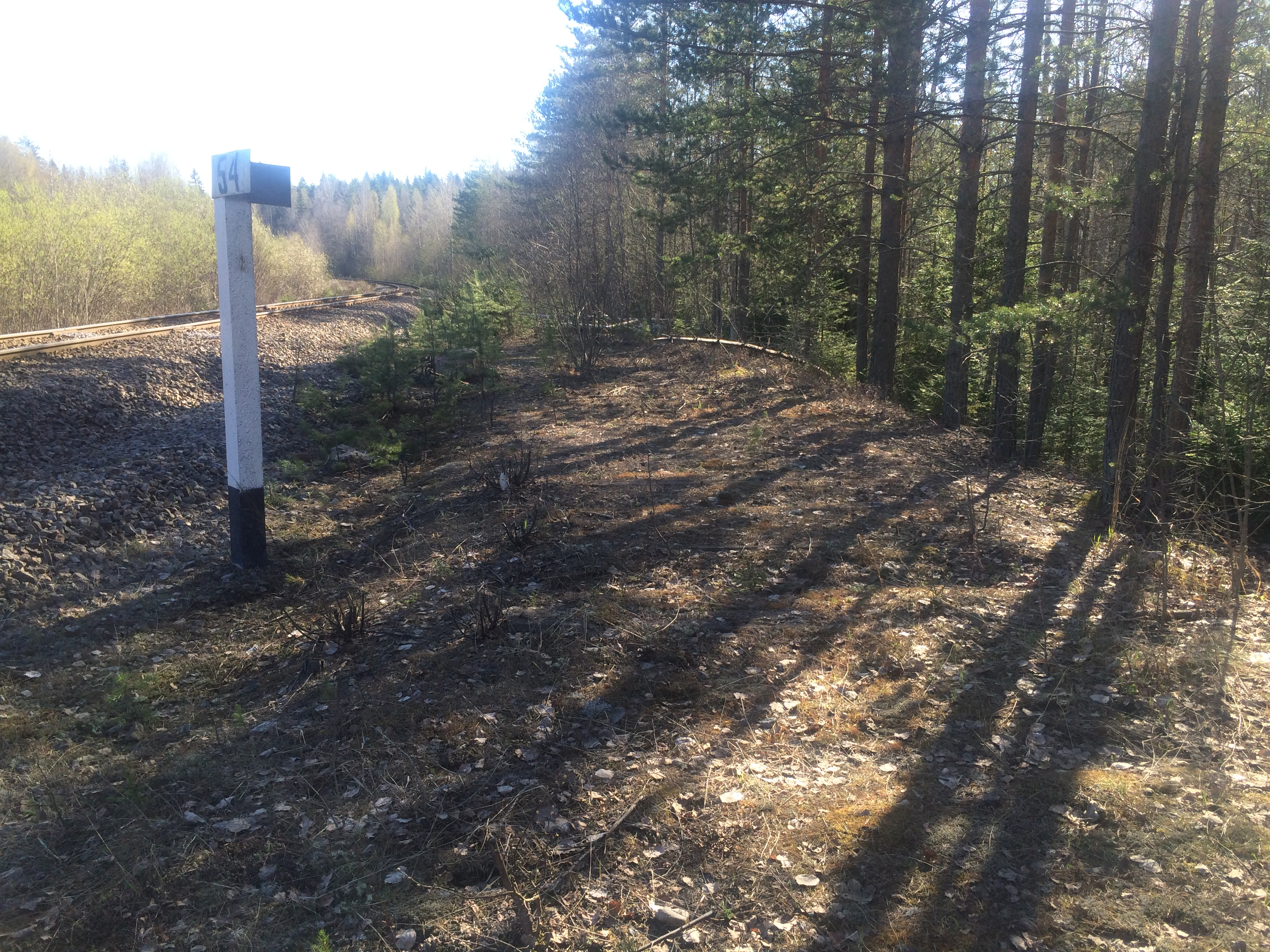
Разобранный боковой путь. Вид в сторону ст. Бородинское.
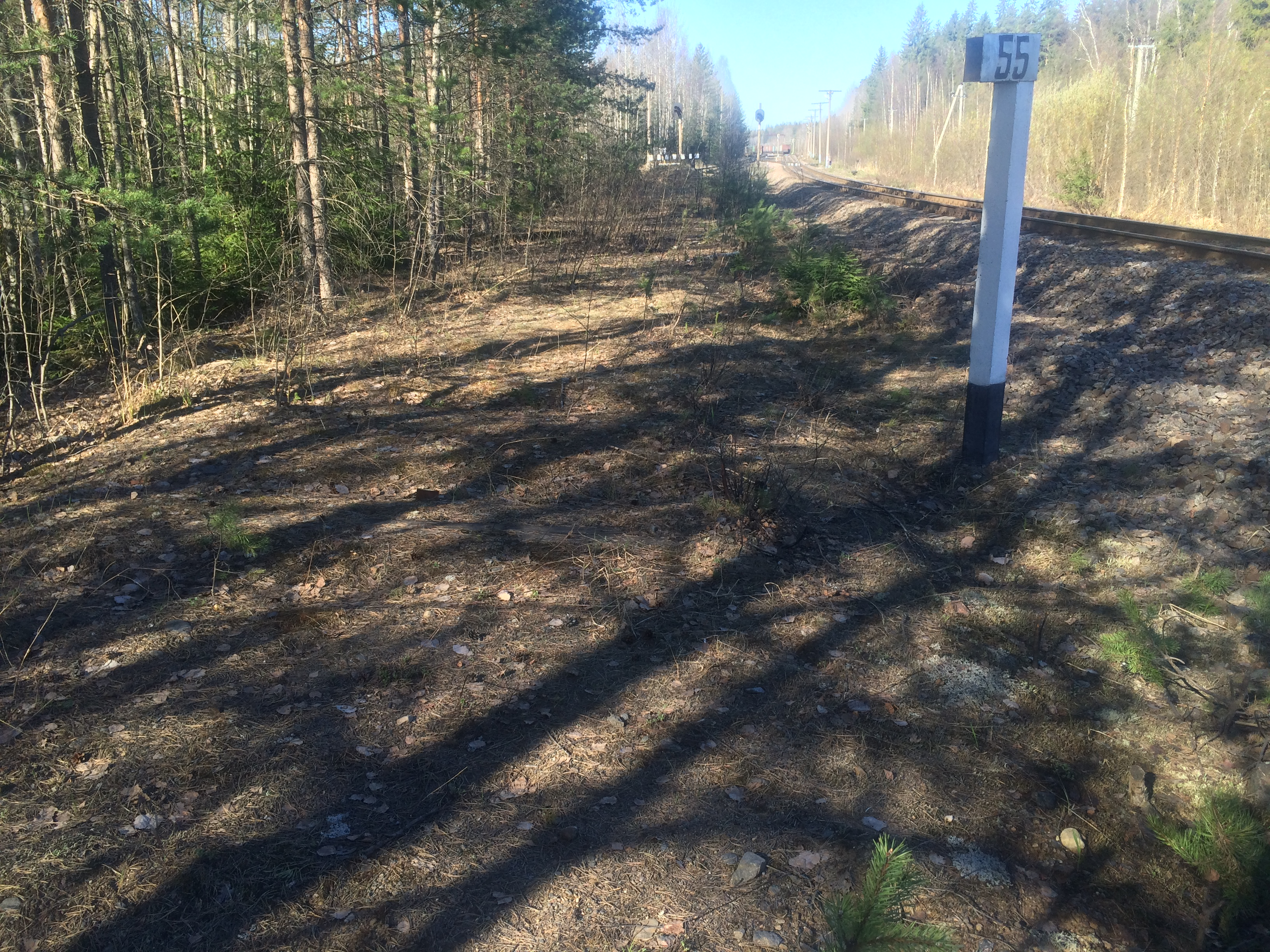
Разобранный боковой путь. Вид в сторону ст. Красный Сокол.
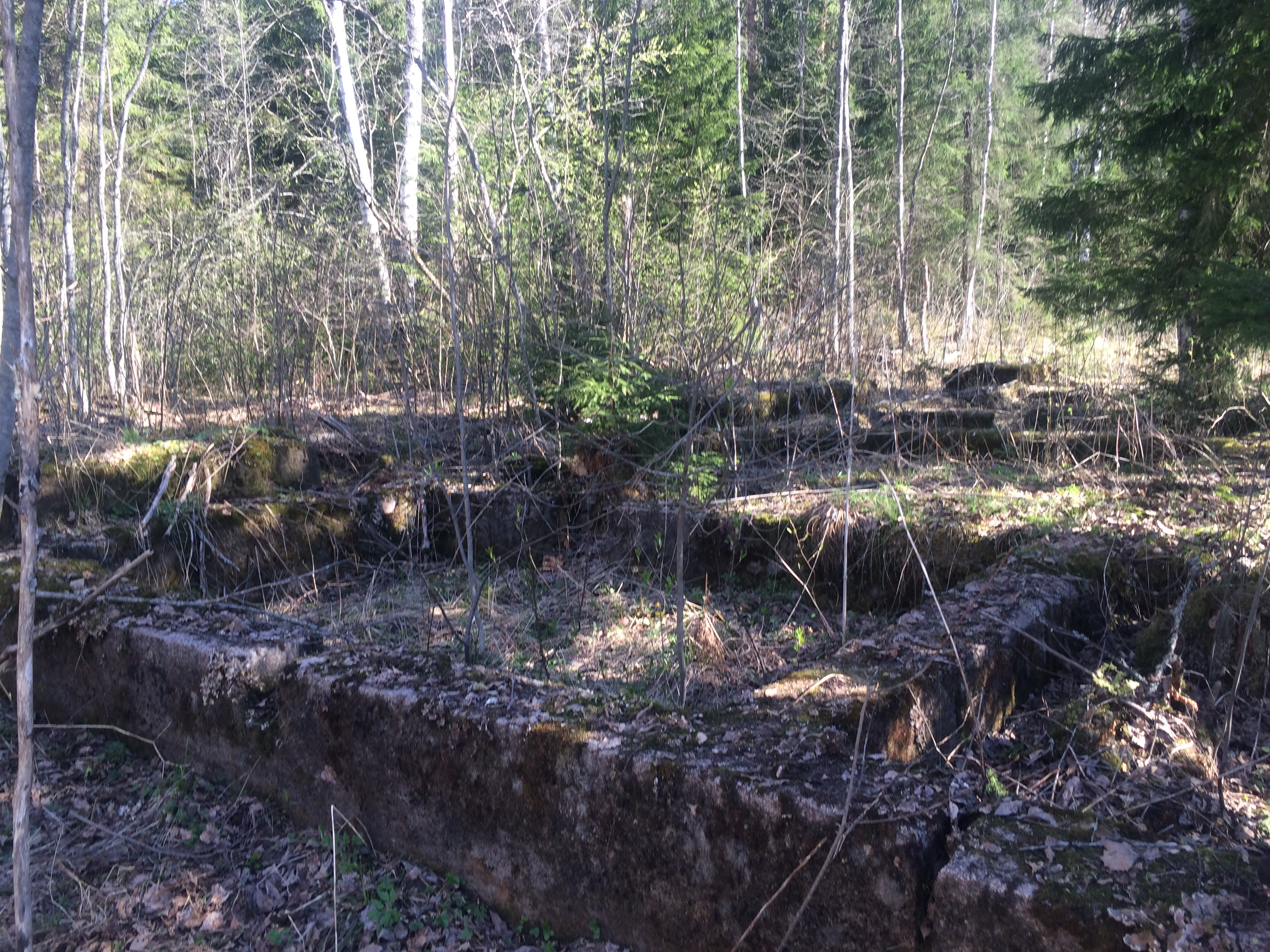
Фундамент бывшего вокзала.
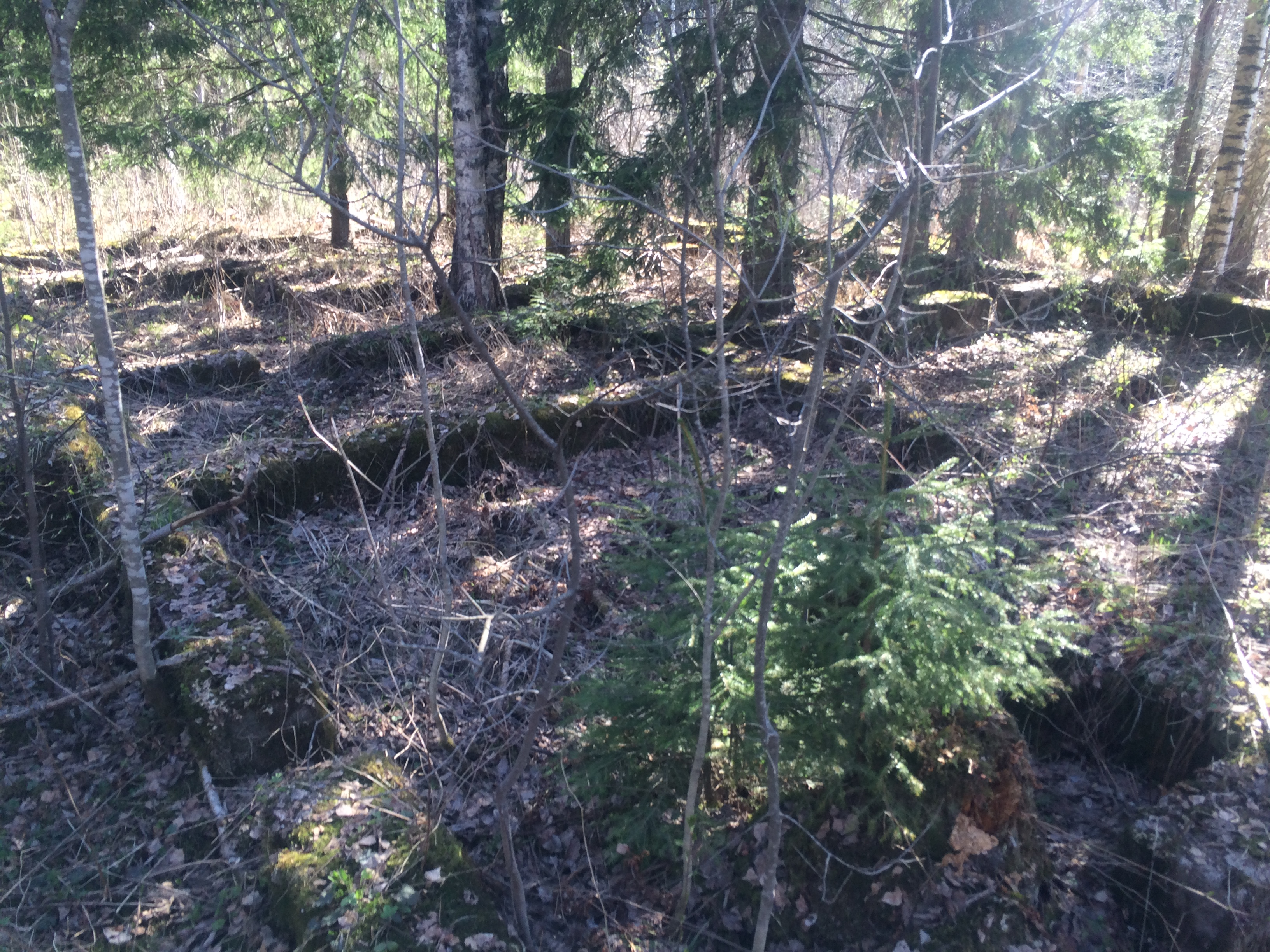
Фундамент бывшего вокзала.
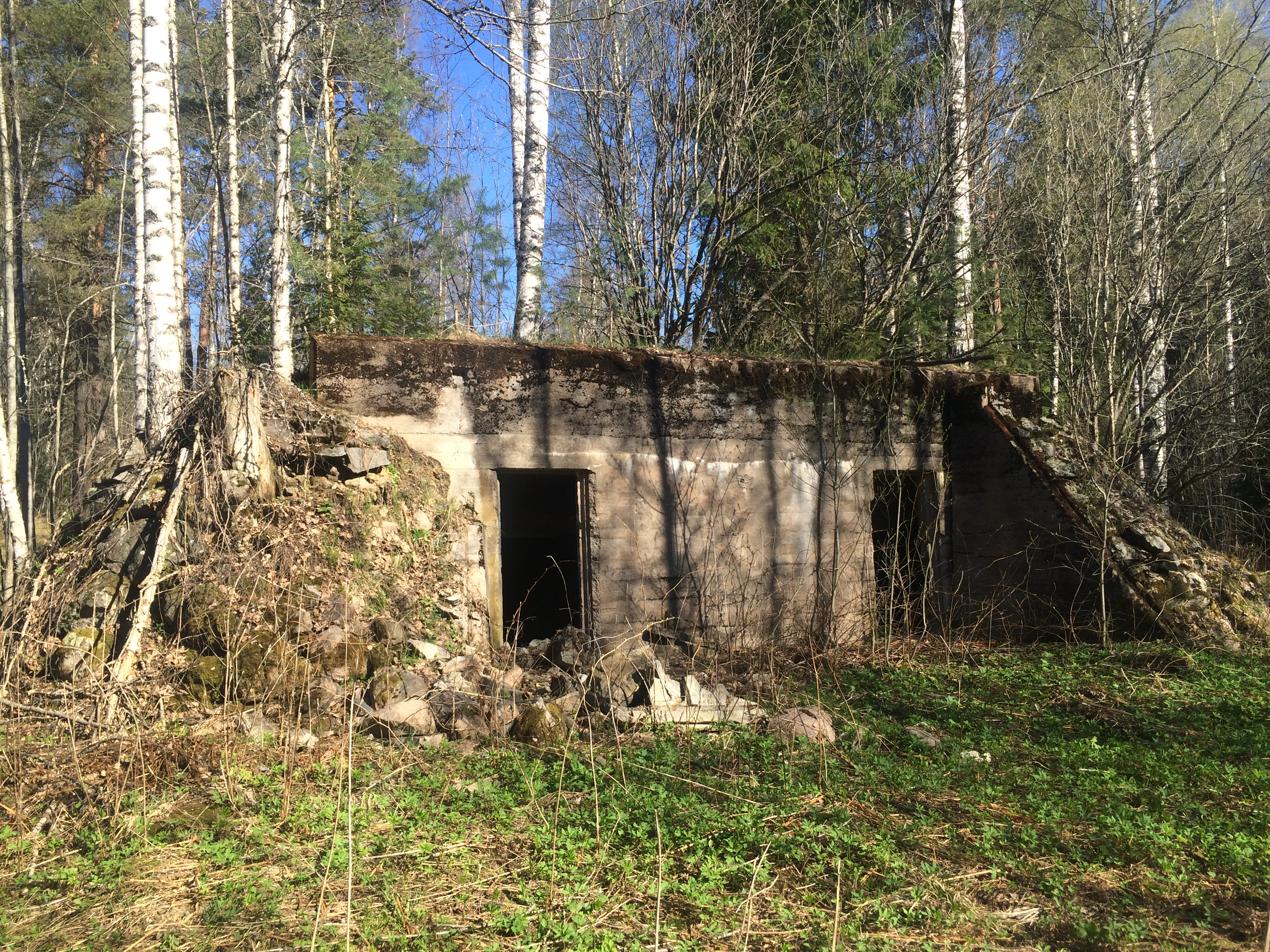
Бетонное сооружение неизвестного происхождения.